# Diann Roffe-Steinrotter
Diann Roffe-Steinrotter (ur. 24 marca 1967 w Warsaw) – amerykańska narciarka alpejska, dwukrotna medalistka olimpijska oraz mistrzyni świata.

## Kariera
Pierwszy sukces w karierze Diann Roffe osiągnęła w 1984 roku, kiedy zdobyła srebrny medal w gigancie podczas mistrzostw świata juniorów w Sugarloaf. Szybsza była tam tylko Mateja Svet z Jugosławii. Wkrótce zadebiutowała w zawodach Pucharu Świata, a 7 marca 1984 roku w Lake Placid zdobyła pierwsze punkty, zajmując ósme miejsce w gigancie. Na podium zawodów tego cyklu po raz pierwszy stanęła 13 marca 1985 roku w tej samej miejscowości, gdzie była najlepsza w gigancie. W kolejnych latach jeszcze siedmiokrotnie plasowała się w czołowej trójce, w tym odniosła jeszcze jedno zwycięstwo: 17 marca 1994 roku w Vail wygrała supergiganta. Zwycięstwo w Vail był jednocześnie jej ostatnim podium w zawodach tej rangi. Najlepsze wyniki osiągała w sezonie 1991/1992, który ukończyła na dziesiątej pozycji w klasyfikacji generalnej oraz trzeciej w klasyfikacji giganta. Uległa wtedy jedynie Francuzce Carole Merle oraz Vreni Schneider ze Szwajcarii.
Na rozgrywanych w lutym 1985 roku mistrzostwach świata w Bormio wywalczyła złoty medal w gigancie. Wyprzedziła tam Austriaczkę Elisabeth Kirchler oraz swą rodaczkę, Evę Twardokens. Na rozgrywanych dwa lata później mistrzostwach świata w Crans-Montana wystartowała w gigancie oraz slalomie, jednak obu konkurencji nie ukończyła. Kolejny medal zdobyła podczas igrzysk olimpijskich w Albertville w 1992 roku, gdzie w swej koronnej konkurencji zdobyła srebrny medal. Po pierwszym przejeździe zajmowała dziewiąte miejsce, tracąc do prowadzącej Ulrike Maier 1,05 sekundy. W drugim przejeździe uzyskała drugi wynik, co dało jej drugi łączny czas i srebrny medal. Konkurencję wygrała Szwedka Pernilla Wiberg, a drugie miejsce ex aequo z Roffe zajęła Anita Wachter z Austrii. Brała także udział w igrzyskach olimpijskich w Lillehammer w 1994 roku, gdzie zdobyła złoty medal w supergigancie. Pokonała tam Rosjankę Swietłanę Gładyszewą oraz Wołoszkę Isolde Kostner, zdobywając pierwszy w historii złoty medal dla USA w tej konkurencji.
Roffe-Steinrotter parokrotnie była wykluczona z rywalizacji przez kontuzje. W styczniu 1986 roku zerwała więzadło rzepki, a w 1991 roku zerwała więzadła krzyżowe w lewym kolanie.
Sześciokrotnie zdobywała mistrzostwo kraju. W 1994 roku zakończyła karierę.

## Osiągnięcia

### Igrzyska olimpijskie
| Miejsce | Dzień     | Rok  | Miejscowość | Konkurencja | Czas biegu | Strata | Zwyciężczyni       |
| ------- | --------- | ---- | ----------- | ----------- | ---------- | ------ | ------------------ |
| 12.     | 24 lutego | 1988 | Calgary     | Gigant      | 2:06,49    | +4,20  | Vreni Schneider    |
| 15.     | 26 lutego | 1988 | Calgary     | Slalom      | 1:36,69    | +6,19  | Vreni Schneider    |
| DNF     | 18 lutego | 1992 | Albertville | Supergigant | 1:21,22    | -      | Deborah Compagnoni |
| 2.      | 19 lutego | 1992 | Albertville | Gigant      | 2:12,74    | +0,97  | Pernilla Wiberg    |
| 1.      | 15 lutego | 1994 | Lillehammer | Supergigant | 1:22,15    | -      | -                  |
| DNF1    | 24 lutego | 1994 | Lillehammer | Gigant      | 2:30,97    | -      | Deborah Compagnoni |

### Mistrzostwa świata
| Miejsce | Dzień     | Rok  | Miejscowość   | Konkurencja | Czas biegu | Strata | Zwyciężczyni    |
| ------- | --------- | ---- | ------------- | ----------- | ---------- | ------ | --------------- |
| 1.      | 6 lutego  | 1985 | Bormio        | Gigant      | 2:18,53    | -      | -               |
| DNF2    | 5 lutego  | 1987 | Crans-Montana | Gigant      | 2:21,22    | -      | Vreni Schneider |
| DNF1    | 7 lutego  | 1987 | Crans-Montana | Slalom      | 1:33,30    | -      | Erika Hess      |
| 14.     | 8 lutego  | 1989 | Vail          | Supergigant | 1:19,46    | +1,36  | Ulrike Maier    |
| 9.      | 11 lutego | 1989 | Vail          | Gigant      | 2:29,37    | +4,25  | Vreni Schneider |
| DNF1    | 9 lutego  | 1993 | Morioka       | Slalom      | 1:27,66    | -      | Karin Buder     |
| 9.      | 10 lutego | 1993 | Morioka       | Gigant      | 2:17,59    | +2,64  | Carole Merle    |
| 13.     | 14 lutego | 1993 | Morioka       | Supergigant | 1:33,52    | +1,41  | Katja Seizinger |

### Mistrzostwa świata juniorów
| Miejsce | Dzień     | Rok  | Miejscowość | Konkurencja | Czas biegu | Strata | Zwyciężczyni |
| ------- | --------- | ---- | ----------- | ----------- | ---------- | ------ | ------------ |
| 2.      | 21 lutego | 1984 | Sugarloaf   | Gigant      | 2:23,08    | +0,13  | Mateja Svet  |

### Puchar Świata

#### Miejsca w klasyfikacji generalnej
- sezon 1983/1984: 36
- sezon 1984/1985: 25
- sezon 1987/1988: 91
- sezon 1988/1989: 66
- sezon 1989/1990: 10
- sezon 1990/1991: 44
- sezon 1991/1992: 10
- sezon 1992/1993: 42
- sezon 1993/1994: 39

#### Miejsca na podium
1. Lake Placid – 13 marca 1985 (gigant) – 1. miejsce
2. Waterville Valley – 17 marca 1985 (gigant) – 2. miejsce
3. Park City – 24 listopada 1989 (gigant) – 2. miejsce
4. Vail – 3 grudnia 1989 (gigant) – 2. miejsce
5. Veysonnaz – 5 lutego 1990 (gigant) – 3. miejsce
6. Santa Caterina – 8 grudnia 1991 (gigant) – 3. miejsce
7. Morzine – 27 stycznia 1992 (gigant) – 3. miejsce
8. Vail – 17 marca 1994 (supergigant) – 1. miejsce